# Libertad (Machiques de Perijá)
Pour les articles homonymes, voir Libertad.
Libertad est l'une des quatre paroisses civiles de la municipalité de Machiques de Perijá dans l'État de Zulia au Venezuela. Sa capitale est Machiques, chef-lieu de la municipalité.